# ماكسويل غامبل
ماكسويل غامبل (بالإنجليزية: Maxwell Gamble)‏ هو مجدف أسترالي، ولد في 8 يناير 1939 في أستراليا الغربية في أستراليا.

## وصلات خارجية
- ماكسويل غامبل على موقع الاتحاد الدولي للتجديف (الإنجليزية)
- ماكسويل غامبل على موقع أوليمبيديا (الإنجليزية)